# 鳥居観音
鳥居観音（とりいかんのん）は、埼玉県飯能市にある単立寺院。俗に「○○観音」と呼ばれる寺は、通称とは別に「○○寺」という寺号がある場合が多いが、当観音においては寺号は特にない。宗教法人名も「宗教法人 鳥居観音」である。

## 歴史
1940年（昭和15年）、平沼弥太郎の開基である。弥太郎は地元の同県入間郡名栗村（現・埼玉県飯能市）の村長を務め、後に参議院議員や埼玉銀行（現・埼玉りそな銀行）頭取も務めている。弥太郎は母の遺言である観音堂の建立を実現すべく、寺を創建することになった。
「誰もが参拝できるように」という観点から、特定の宗派に属さず、単立寺院として運営されている。境内にある多くの仏像は弥太郎本人が彫ったものである。弥太郎は彫刻家三木宗策に弟子入りするなど彫刻家としての側面も持っている。「桐江」という号もある。
境内には、玄奘の遺骨を祀る「玄奘三蔵塔」もある。

## 交通アクセス
- 路線バス連慶橋停留所より徒歩5分。